# Krišjānis Rēdlihs
Krišjānis Rēdlihs (ur. 15 stycznia 1981 w Rydze, Łotwa) – łotewski hokeista, reprezentant Łotwy, trzykrotny olimpijczyk.
Ma trzech braci, a dwaj z nich − Jēkabs Rēdlihs i Miķelis Rēdlihs również zostali hokeistami.

## Kariera
- Dinamo Ryga 81 (1998–1999)
- Liepājas Metalurgs (1999–2002)
- Albany River Rats (2002–2006)
- Fribourg-Gottéron (2006)
- Amur Chabarowsk (2007)
- Linköpings HC (2007)
- Hamburg Freezers (2007–2008)
- Dinamo Ryga (2008–2018)
  -  HK Riga 2000 (2009)
- HK Kurbads (2018)
- Kunlun Red Star (2018–2019)
- HK Kurbads (2019–2020)
- HK Mogo (2020–)

Wychowanek HS Prizma Ryga. Od 2008 zawodnik Dinamo Ryga. Po dziesięciu latach gry tamże latem 2018 przeszedł do HK Kurbads. Stamtąd w październiku 2018 trafił do chińskiego, po czym w lipcu 2019 wrócił do Kurbads. Latem 2020 został graczem HK Mogo.
Uczestniczył w turniejach mistrzostw świata w 2002, 2003, 2006, 2007, 2008, 2009, 2011, 2012, 2013, 2015 oraz zimowych igrzysk olimpijskich 2006, 2010, 2014.

## Sukcesy

### Klubowe
- Złoty medal mistrzostw Łotwy: 2000, 2002 z Metalurgsem Lipawa
- Mistrzostwo Wschodnioeuropejskiej Ligi Hokejowej: 2002 z Metalurgsem Lipawa
- Puchar Nadziei: 2013 z Dinamem Ryga

### Indywidualne
- KHL (2011/2012): nagroda Dżentelmen na Lodzie dla obrońcy (honorująca graczy, którzy łączą sportową doskonałość z nieskazitelnym zachowaniem): 57 meczów, 7 goli, 16 asyst, +15 punktów i 14 minut kar